# Bošava
Bošava (makedonska: Бошава) är ett vattendrag i Nordmakedonien. Det rinner genom den centrala delen av landet, 90 kilometer sydost om huvudstaden Skopje.